# Samuel Peyton

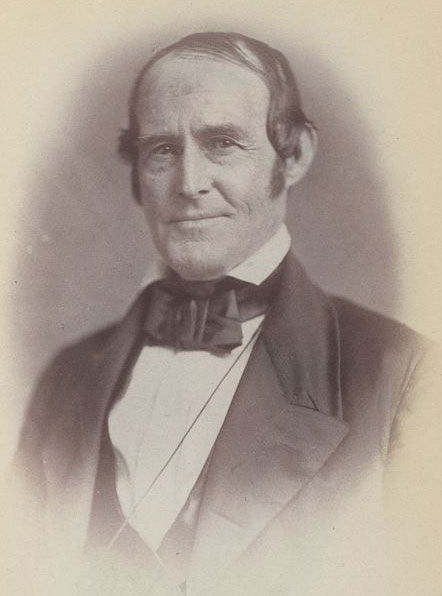
Samuel Peyton (1859)

Samuel Oldham Peyton (* 8. Januar 1804 im Bullitt County, Kentucky; † 4. Januar 1870 in Hartford, Kentucky) war ein US-amerikanischer Politiker. Zwischen 1847 und 1861 vertrat er zweimal den Bundesstaat Kentucky im US-Repräsentantenhaus.

## Werdegang
Nach der Grundschule studierte Samuel Peyton an der Transylvania University in Lexington Medizin. Nach seiner Zulassung als Arzt begann er ab 1827 in Hartford in diesem Beruf zu arbeiten. Gleichzeitig schlug er als Mitglied der Demokratischen Partei eine politische Laufbahn ein. Im Jahr 1835 wurde er in das Repräsentantenhaus von Kentucky gewählt.
Bei den Kongresswahlen des Jahres 1846 wurde Peyton im dritten Wahlbezirk von Kentucky in das US-Repräsentantenhaus in Washington, D.C. gewählt, wo er am 4. März 1847 die Nachfolge von Henry Grider antrat. Da er im Jahr 1848 gegen Finis McLean von der Whig Party verlor, konnte er bis zum 3. März 1849 zunächst nur eine Legislaturperiode im Kongress absolvieren. In dieser Zeit endete der Mexikanisch-Amerikanische Krieg. 1856 wurde Peyton im zweiten Distrikt von Kentucky erneut in den Kongress gewählt. Dort löste er am 4. März 1857 John P. Campbell ab. Nach einer Wiederwahl im Jahr 1858 konnte er bis zum 3. März 1861 zwei weitere Legislaturperioden im Repräsentantenhaus verbringen. Diese waren von den Ereignissen im Vorfeld des unmittelbar bevorstehenden Bürgerkrieges geprägt.
1860 wurde Samuel Peyton von seiner Partei nicht mehr für eine weitere Amtszeit nominiert. In den folgenden Jahren bis zu seinem Tod am 4. Januar 1870 praktizierte er wieder als Arzt in Hartford.